# Cúp quốc gia Wales 1887–88
Cúp quốc gia Wales FAW 1887–88 là mùa giải thứ 11 của giải đấu bóng đá loại trực tiếp hàng năm dành cho các đội bóng ở Wales.

### Tiểu sử
- Garland, Ian (1991). The History of the Welsh Cup 1877-1993. Bridge Books. ISBN 1-872424-37-6.